# Sabal mexicana
Sabal mexicana ist eine Pflanzenart aus der Gattung Sabal innerhalb der Palmengewächse (Arecaceae).

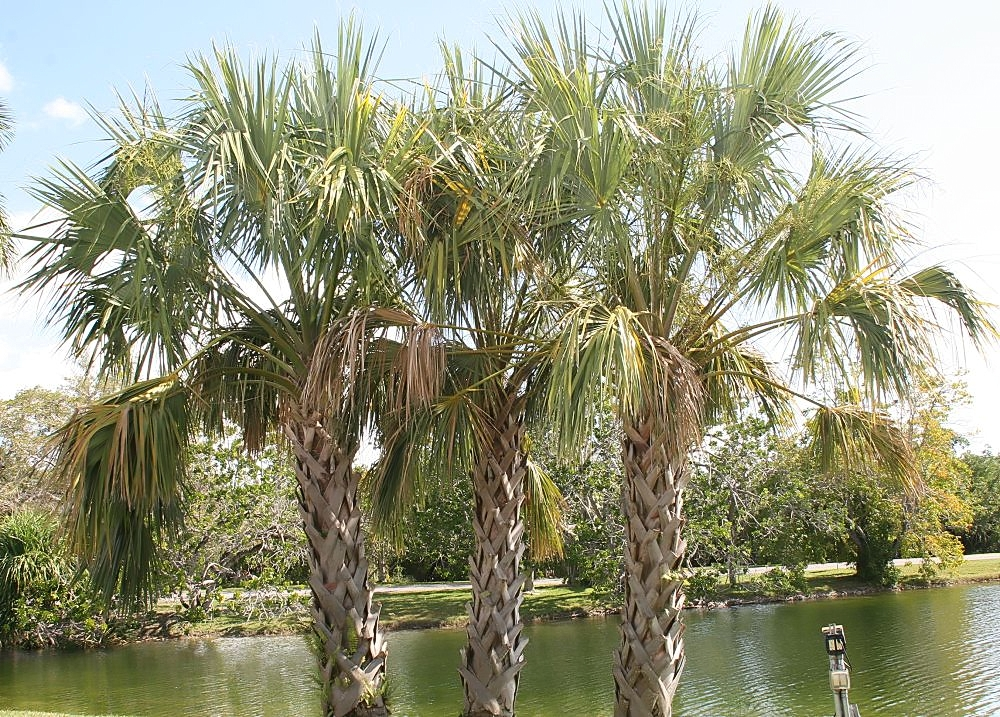
Habitus

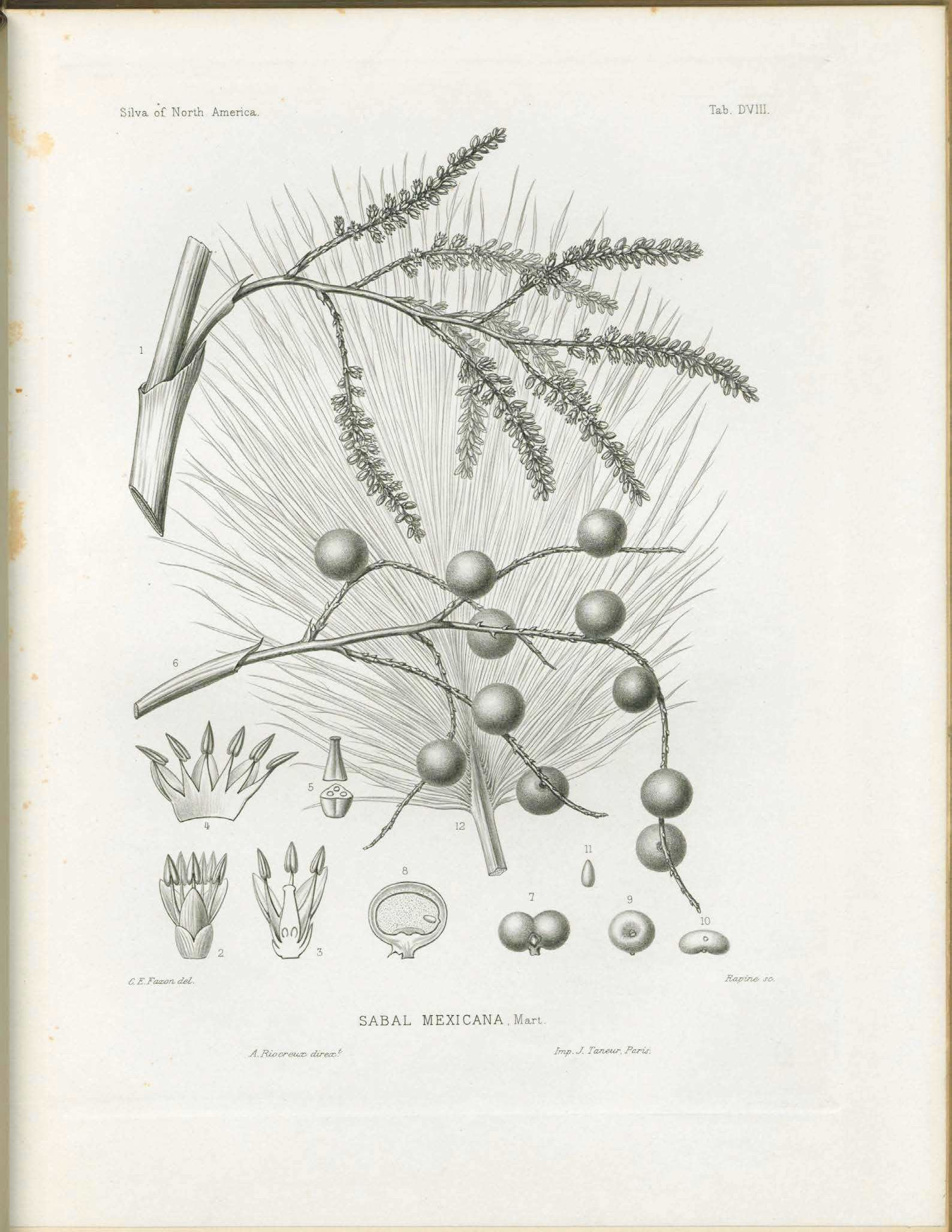
Sabal mexicana, Illustration

## Beschreibung

### Vegetative Merkmale
Sabal mexicana wächst als Palme und erreicht Wuchshöhen von 12 bis 18 Metern, einen Kronendurchmesser von 3 bis 4 Metern, eine Stammlänge von 12 bis 15 Metern sowie einen Stammdurchmesser von bis zu 30 Zentimetern. Die mit einer Breite von 1,5 bis 1,8 Metern fächerförmigen Wedel gehen in 90 bis 120 Zentimeter lange stachellose Blattstiele über.

### Generative Merkmale
Die ährigen Blütenstände sind 1,2 bis 1,8 Meter lang. Die dreizähligen Blüten sind zwittrig. Die bei Reife schwarzen Steinfrüchte weisen einen Durchmesser von etwa 12 Millimetern auf.

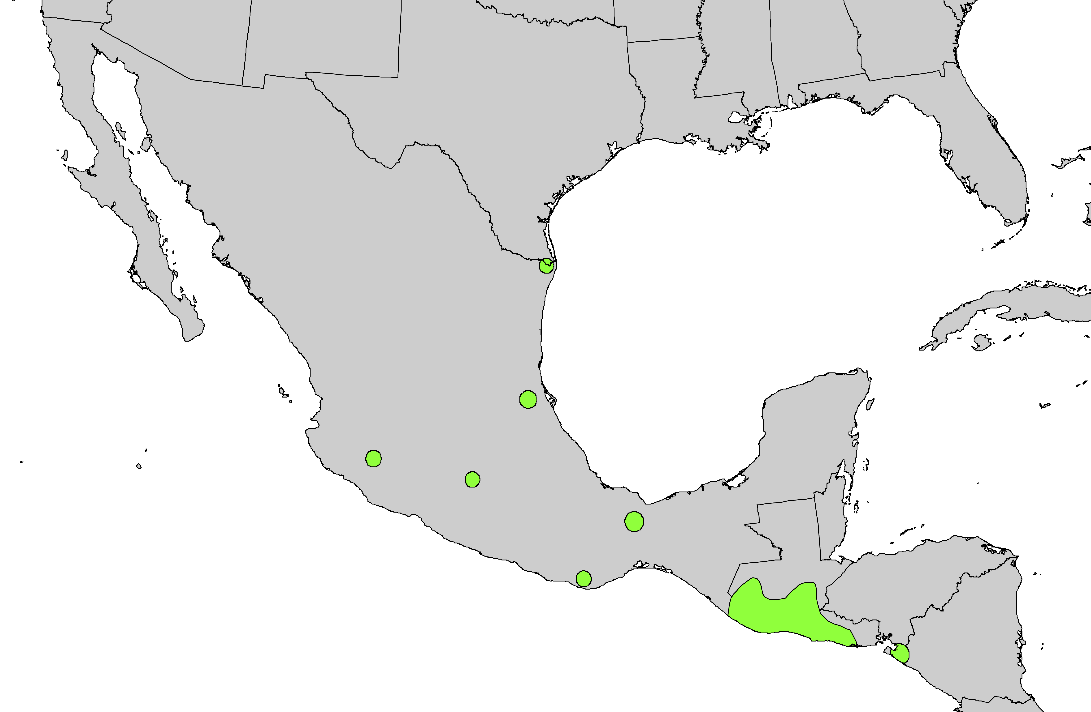
Verbreitungskarte nach Elbert L. Little Jr.: Atlas of United States Trees

## Vorkommen
Das Verbreitungsgebiet von Sabal mexicana erstreckt sich vom südlichsten Texas über Mexiko an der Golfküste und Nayarit weiter bis zum Pazifischen Ozean und an beiden Küsten, Richtung Süden bis nach Nicaragua. Es gibt die Annahme, dass das Verbreitungsgebiet früher bis ins reichte. Sie ist eine der am weitesten verbreitete Palmen-Art in Mexiko, wo man sie in ariden Tälern findet.

## Taxonomie
Sabal mexicana wurde 1838 von Carl Friedrich Philipp von Martius in Historia Naturalis Palmarum Band 2, Seite 246 Tafel 8 erstbeschrieben. Ein Synonym ist Sabal texana (O.F.Cook) Becc.

## Nutzung
Auf Grund ihrer Stattlichkeit, ihrer Dürre-Resistenz und ihrer Frosttoleranz von bis zu −12 °C, wird sie als Zierpflanze genutzt. Ihr Holz ist verrottungs- und schiffsbohrwurmresistent und ist daher für den Bau von Kai- und Zaunpfählen gut geeignet. Die Wedel werden zu Reetdächern verarbeitet. Die Früchte und das Palmherz werden gegessen.